# Alderholt
Alderholt – wieś w Anglii, w hrabstwie Dorset, w dystrykcie (unitary authority) Dorset. Leży 49 km na północny wschód od miasta Dorchester i 136 km na południowy zachód od Londynu. W 2001 miejscowość liczyła 3113 mieszkańców.